# Carolyn Seymour
Carolyn Seymour (Aylesbury, Buckinghamshire, 6 de noviembre de 1947) es una actriz británica.

## Filmografía
- One Brief Summer (1970)
- Unman, Wittering and Zigo (1971)
- Gumshoe (1971)
- Steptoe and Son (1972)
- The Ruling Class (1972)
- Yellow Dog (1973)
- The Assignment (1977)
- The Odd Job (1978)
- The Bitch (1979)
- Contratiempo (1980)
- Zorro, the Gay Blade (1981)
- Mr. Mom (1983)
- Midnight Cabaret (1990)
- A Smile in the Dark (1991)
- Congo (1995)
- Interruptions (1997)
- Malcolm in the middle (2005)